# هربرت شفر
هربرت شفر (انگلیسی: Herbert Schäfer; ۱۶ اوت ۱۹۲۷ – ۶ مهٔ ۱۹۹۱) بازیکن فوتبال اهل آلمان بود.
وی همچنین برندهٔ جوایزی همچون برگ بوی نقره‌ای شده‌است.
از باشگاه‌هایی که در آن بازی کرده‌است می‌توان به اشاره کرد.